# Naivasha-Abkommen

Südsudan in Blau, drei weitere Gebiete sollten 2011 ebenfalls abstimmen

Das Umfassende Friedensabkommen für den Sudan (englisch Comprehensive Peace Agreement CPA, arabisch اتفاقية السلام الشامل, DMG Ittifāqiyyat as-salām aš-šāmil), vielfach auch als Naivasha-Abkommen (Naivasha Agreement) bezeichnet, ist ein Paket mehrerer Übereinkommen zwischen der südsudanesischen Rebellenorganisation SPLM/A (Sudanesische Befreiungsarmee/-Bewegung) und der sudanesischen Regierung, deren letzter Teil im Januar 2005 geschlossen wurde.
Das Naivasha-Abkommen beendete den Bürgerkrieg um die Unabhängigkeit des Südsudans. Es gewährte dem Südsudan Autonomie innerhalb des Sudans und eine Beteiligung an den Einnahmen aus den Erdölvorkommen in seinem Gebiet. Es schuf zudem die Grundlage für das Unabhängigkeitsreferendum im Südsudan 2011, auf das die Unabhängigkeit des Südsudans am 9. Juli 2011 folgte.

## Die Teilabkommen

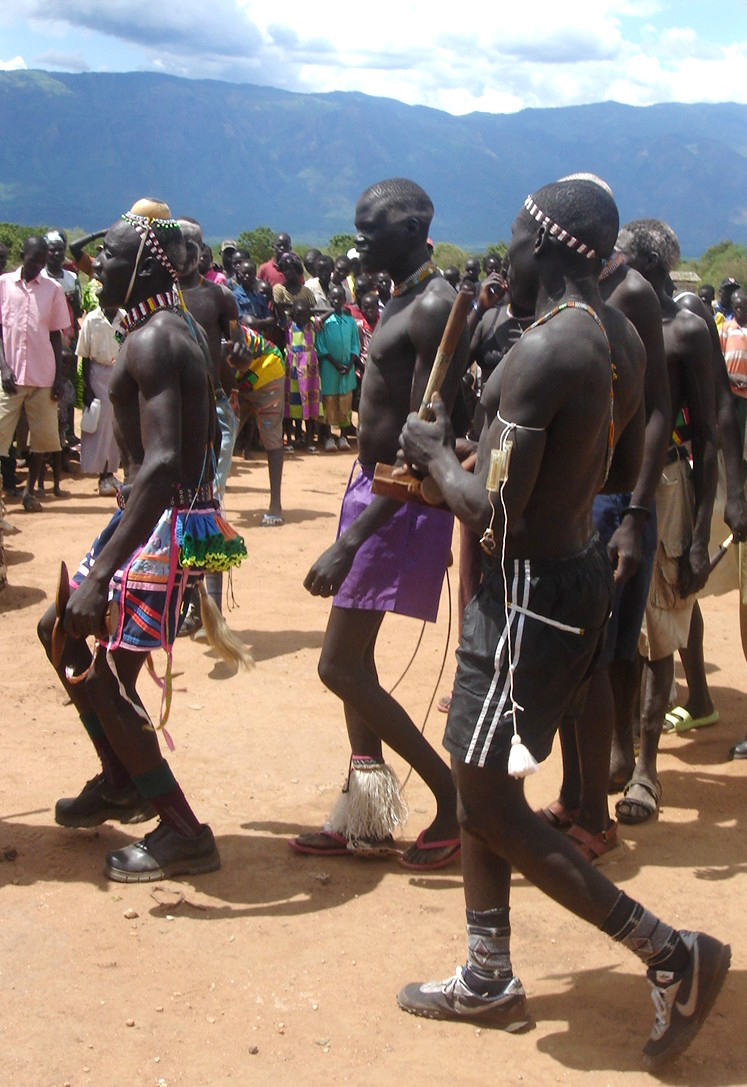
Friedenstanz zum Navaisha-Abkommen als Teil der Public-Relations-Hilfe der USAID

Das Naivasha-Abkommen umfasst folgende Teile:
- Übereinkommen von Machakos: unterzeichnet in Machakos, Kenia, am 20. Juli 2002 zu den allgemeinen Fragen der Regierungsbildung und Selbstverwaltung
- Übereinkommen zu Sicherheitsfragen: unterzeichnet in Naivasha, Kenia, am 25. September 2003
- Übereinkommen zur Schatzteilung: unterzeichnet in Naivasha, Kenia, am 7. Januar 2004
- Übereinkommen zur Machtteilung: unterzeichnet in Naivasha, Kenia, am 26. Mai 2004
- Übereinkommen zur Konfliktlösung in Südkordofan/Nuba-Berge und Blauer Nil: unterzeichnet Naivasha, Kenia, am 26. Mai 2004
- Übereinkommen zur Konfliktlösung in Abyei: unterzeichnet in Naivasha, Kenia, am 26. Mai 2004
- Waffenstillstands- und Sicherheitsabkommen: unterzeichnet in Naivasha am 30. Oktober 2004, beinhaltet auch Regelungen für den weiteren Verhandlungsprozess
- und zuletzt ein formelles Beschlussabkommen vom 9. Januar 2005, das die Übereinkommen zusammenfasst und die Art der Umsetzung festlegt.

## Umsetzung und Probleme
Während SPLM-Führer John Garang Reformen innerhalb eines geeinten Sudan befürwortet hatte, gab es nach seinem Tod 2005, kurz nach der Unterzeichnung des Naivasha-Abkommens, kaum noch Befürworter eines solchen Szenarios, die SPLM war nun größtenteils für die Unabhängigkeit des Südens.
Am 11. Oktober 2007 zog sich die SPLM zeitweise aus der Regierung der Nationalen Einheit (Government of National Unity GoNU) zurück, weil die Regierung das Friedensabkommen gebrochen habe. Besonders wurde darauf verwiesen, dass weiterhin 15.000 nordsudanesische Soldaten in den südsudanesischen Ölfeldern standen und die Bestimmungen bezüglich des Abyei-Gebietes nicht umgesetzt worden waren. Beobachter nannten das internationale Augenmerk auf dem Konflikt in Darfur als Grund für die Mängel. Am 13. Dezember 2007 trat die SPLM wieder in die Einheitsregierung ein, wobei nun der Vorsitz alle drei Monate zwischen Juba und Khartum wechseln sollte. Die nordsudanesischen Truppen zogen schließlich bis zum 8. Januar 2008 vollständig aus dem Süden ab.
Im Mai 2008 brachen in Abyei die bis dahin schwersten Kämpfe zwischen nord- und südsudanesischen Truppen seit Abschluss des Naivasha-Abkommens aus. Daneben gab es mehrere kleinere Zusammenstöße zwischen nördlichen und südlichen Truppen, die sich jedoch nicht zum offenen Krieg ausweiteten.
Der ursprüngliche Grundgedanke des Naivasha-Abkommens, „die Einheit (des Sudans) attraktiv zu machen“ (making unity attractive), wurde kaum umgesetzt.
Das Unabhängigkeitsreferendum im Südsudan 2011 fand plangemäß statt und ergab eine Mehrheit von über 99 % für die Unabhängigkeit. Die Unabhängigkeit des Südsudans wurde am 9. Juli 2011 erklärt und auch vom Nordsudan anerkannt. Das separate Referendum für Abyei wurde jedoch auf unbestimmte Zeit verschoben, da man sich nicht einigen konnte, wer wahlberechtigt sein würde. Auch die Volksbefragungen in Südkordofan und Blauer Nil wurden noch nicht abgehalten.